# 대소면
대소면(大所面)은 대한민국 충청북도 음성군의 면이다. 음성읍, 금왕읍 다음으로 3번째로 인구가 제일 많다.

## 행정 구역
- 내산리(內山里, 1~4리)
- 대풍리(大豊里)
- 미곡리(美谷里)
- 부윤리(富潤里)
- 삼정리(三井里)
- 삼호리(三湖里)
- 성본리(城本里)
- 소석리(韶石里, 1~2리)
- 수태리(水台里)
- 오류리(五柳里, 1~4리): 행정복지센터 소재지
- 오산리(梧山里)
- 태생리(泰生里, 1~6리)

## 주요기관
교육기관
- 유치원
  - 대소유치원
- 초등학교
  - 부윤초등학교
  - 대소초등학교
- 중학교
  - 대소중학교
- 고등학교
  - 대금고등학교

의료기관
- 음성군보건소 대소보건지소
  - 부윤보건진료소
  - 내산보건진료소

## 아파트
| 단지명                  | 시행사         | 건설사                            | 주소                     | 입주               | 비고     |
| ----------------------- | -------------- | --------------------------------- | ------------------------ | ------------------ | -------- |
| 대소주공                | 선광토건㈜     | 대한주택공사                      | 오태로 115-12 (오산리)   | 2005년 5월         | 국민임대 |
| 음성산수화              | ㈜마스타건설   | 대한토지신탁㈜                    | 대금로105번길 5 (대풍리) | 2004년 12월        |          |
| 대소IC 웰메이드타운     | 세정건설㈜     | 한국자산신탁                      | 대화1길 44-8 (태생리)    | 2018년 4월         |          |
| 대소 SK VIEW            | 에스케이건설㈜ | 대한주택보증㈜                    | 대금로 654 (소석리)      | 2008년 3월         |          |
| 음성 우미린 풀하우스    | 우미건설       | 에스아이개발㈜ ㈜청파건설         | 성본산단4로 40 (성본리)  | 2025년 11월 (예정) |          |
| 기흥아랫마을            | ㈜기흥종합건설 | ㈜기흥종합건설                    |                          | 2000년 10월        |          |
| 대소부영                | ㈜부영         | ㈜부영                            | 대청로 17 (대풍리)       | 2006년 11월        |          |
| 음성 동문 디 이스트     | 동문건설㈜     | ㈜동문                            | 성본산단3로 13 (성본리)  | 2024년 7월         |          |
| 음성 푸르지오 더 퍼스트 | 대우건설       | ㈜교보자산신탁 ㈜삼일개발산업     | 성본산단4로 41 (성본리)  | 2024년 10월        |          |
| 음성 푸르지오 마크베르  | 대우건설       | ㈜하나자산신탁 ㈜오제이피파트너즈 | 성본산단5로 9 (성본리)   | 2025년 4월         |          |
| 음성 푸르지오 센터피크  | 대우건설       | ㈜하나자산신탁 ㈜삼일산업         | 성본산단5로 29 (성본리)  | 2025년 6월         |          |